# Karl Söderström
Karl Göran Söderström, detto Kalle (Helsingborg, 26 ottobre 1985), è un calciatore svedese, centrocampista del Varbergs GIF.

## Carriera
Söderström è cresciuto nel settore giovanile del Rydebäcks IF, squadra dell'area urbana di Rydebäck, alle porte di Helsingborg.
Tra il 2009 e l'agosto del 2011 ha giocato con l'Höganäs BK nel campionato di Division 3, la quinta serie nazionale. Nello specifico, durante il campionato 2009 ha realizzato 12 gol in 19 partite, nel campionato 2010 è andato a segno 12 volte in 20 match, mentre nella parte di stagione 2011 in cui era ancora in rosa ha siglato 9 reti in 14 incontri.
Nell'agosto 2011 è stato acquistato dal Varberg, squadra che in quel momento occupava il 1º posto nel campionato di Division 1, corrispondente al terzo livello del calcio svedese. Inizialmente il trasferimento sarebbe dovuto avvenire a fine stagione nel successivo inverno, ma l'affare è stato accelerato dal fatto che l'Höganäs difficilmente avrebbe raggiunto gli spareggi promozione. Nella stagione 2011, in cui insieme alla squadra ha effettivamente conquistato la promozione in Superettan, Söderström ha rinnovato di due anni il proprio contratto con il Varberg. Un nuovo accordo biennale lo ha sottoscritto al termine dell'annata 2013, così come ha poi rinnovato per un ulteriore anno sia nel dicembre 2015 che nel gennaio 2017.
Terminata la stagione 2017, dopo i 6 anni e mezzo trascorsi in neroverde, il giocatore si è legato per due anni al Falkenberg firmando a parametro zero. Il campionato di Superettan 2018 ha visto il Falkenberg chiudere al 2º posto, anche grazie alle 6 reti e ai 7 assist messi a segno da Söderström nelle 28 partite giocate da lui giocate: questo piazzamento in classifica ha permesso alla squadra di salire in Allsvenskan. Söderström ha potuto così disputare la sua prima stagione nella massima serie svedese all'età di 33 anni, disputando 29 partite di campionato e realizzando 4 assist e una rete, quella del gol della bandiera nella sconfitta casalinga per 1-2 contro il Malmö FF. Qui è rimasto fino al termine del campionato di Superettan 2021, concluso dal Falkenberg all'ultimo posto.
Nel gennaio 2022 è sceso ufficialmente a giocare nella quarta serie nazionale, con il passaggio al Varbergs GIF.